# Seth
| sw | t · Z4 | C7 |

| sw | t · Z4 | C7 |

| E20 | A40 |

| E20 | A40 |

Seth

Seth (anche Sutekh, Setesh, Suty o Set; in greco antico:  Σήθ?, Sḗth), è una divinità egizia appartenente alla religione dell'antico Egitto. È il dio del deserto, delle tempeste, del disordine, della violenza e degli stranieri. Non era comunque un dio trascurato o disprezzato, avendo un ruolo positivo: gli Egizi credevano infatti che Seth viaggiasse con Ra, il dio-sole, sulla barca solare per combattere e respingere il mostro Apopi, che voleva divorare il sole. Si riteneva che, dopo essere stato antagonista di Horus, si fosse poi riconciliato. Era identificato con la rossa sabbia del deserto e con il colore rosso in generale in opposizione a Horus che invece rappresentava la fertile terra nera (limo). L'arcaico dio Ash del deserto occidentale fu assimilato a Seth. 
Nella mitologia egizia, Seth era dipinto come l'usurpatore che uccise e mutilò suo fratello Osiride. Iside, sposa di Osiride, ne ricompose le membra per concepire Horus, il quale giurò di vendicarsi contro Seth. Vari miti descrivono il conflitto fra Horus e Seth. Il mito di Osiride è uno dei più importanti nell'immaginario religioso egizio. 

## Famiglia

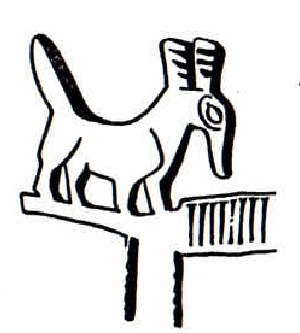
Disegno raffigurante l'animale di Seth sulla mazza del faraone Scorpione II.

Era figlio di Geb, la terra, principio maschile e Nut, il cielo, principio femminile, e fratello di Osiride, Iside e Nefti. Sposo di quest'ultima, generò Anubi. Un'altra versione il mito vuole che Seth, dio dell'aridità, fosse sterile. Ciò è molto insolito per un dio egizio; oltre a essere sterile, un testicolo gli era stato strappato da Horus quando Seth estirpò un occhio di Horus. Nefti, desiderando ardentemente un figlio, avrebbe fatto ubriacare Osiride e si sarebbe unita a lui fingendo di essere Iside; ne sarebbe nato Anubi. In alcuni racconti, Seth ha relazioni con le dee straniere Anat e Astarte. Cercò senza successo di violentare Horus e Iside.

## Nome
Il significato del nome di Seth è sconosciuto. La sua pronuncia è stata ricostruita come *Sūtaḫ, basandosi sull'occorrenza del nome nei geroglifici (swtḫ) e sulle sue menzioni tarde nei documenti copti con il nome di Sēt.

## L'animale di Seth

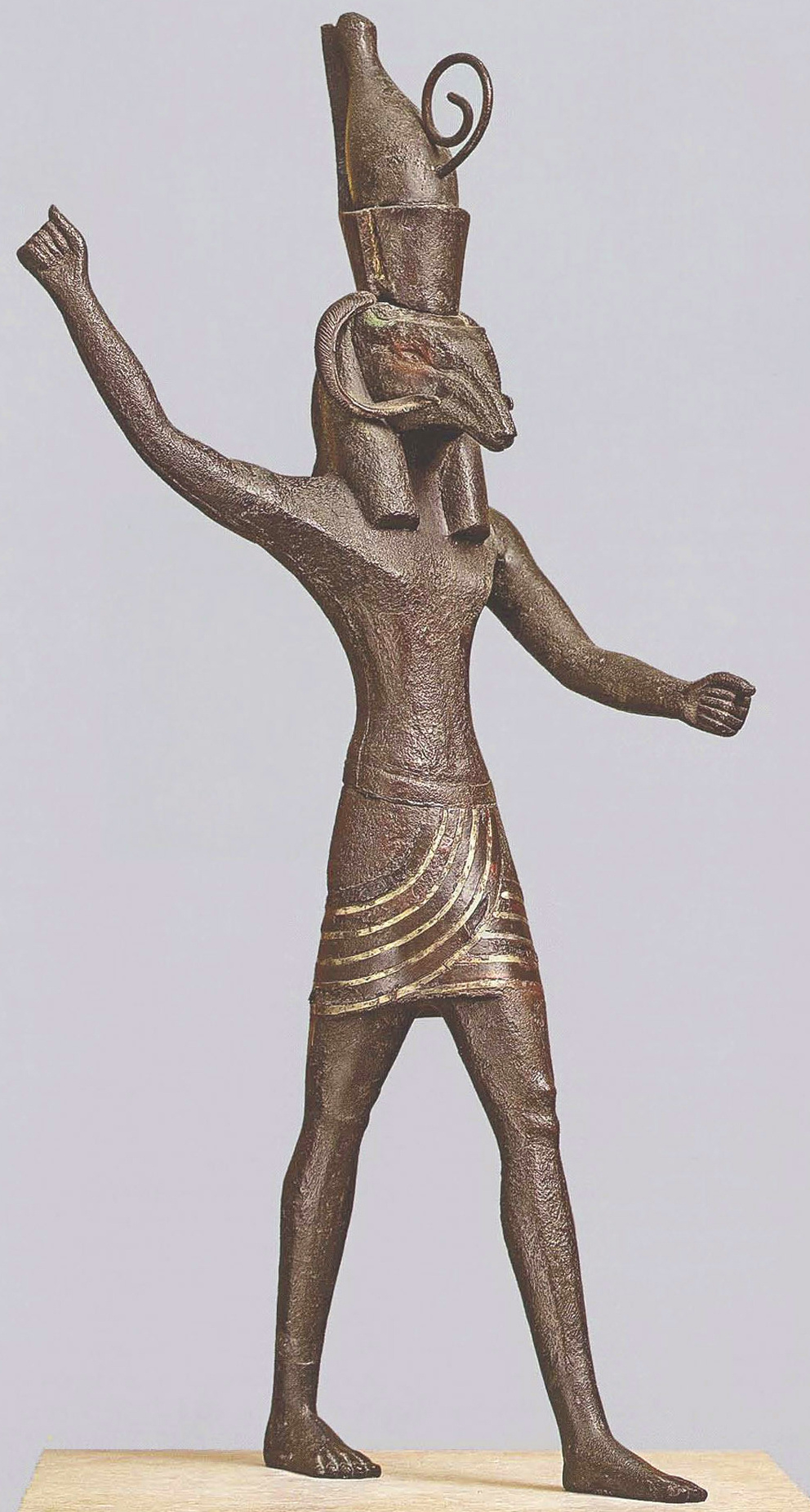
Statuetta di Seth assimilato all'ariete di Amon, in bronzo. Ny Carlsberg Glyptotek, Copenaghen.

Veniva di norma raffigurato con corpo umano e la testa di un enigmatico animale mai identificato con certezza, accostato di volta in volta allo sciacallo, all'asino, al mulo o all'oritteropo (maiale di terra), e indicato generalmente come animale di Seth. L'animale in questione, quando raffigurato integralmente, aveva un lungo muso curvo, coda sottile e corpo canino con ciuffi di pelo a forma di freccia invertita. Gli egittologi hanno escluso che possa identificarsi in un oritteropo; alcuni ritengono si tratti di un animale completamente immaginario, ispirato al levriero, all'orice e all'asino. Nelle raffigurazioni più antiche era invece raffigurato come animale e si incarnava nel pesce ossirinco (lithognathus mormyrus), divinizzato dagli abitanti del XIX nomo dell'Alto Egitto. Poteva anche essere simboleggiato dal maiale. 
Le più antiche rappresentazioni di quello che potrebbe essere l'animale di Seth provengono da una tomba risalente al fase detta Naqada I del Periodo predinastico dell'Egitto (3790 a.C. - 3500 a.C.), benché la sua identificazione sia incerta. Escludendo queste tesi, la prima raffigurazione dell'animale di Seth sarebbe sulla cima di una mazza del faraone Scorpione II, sovrano del Periodo predinastico.

## Il conflitto fra Horus e Seth

### Fonti

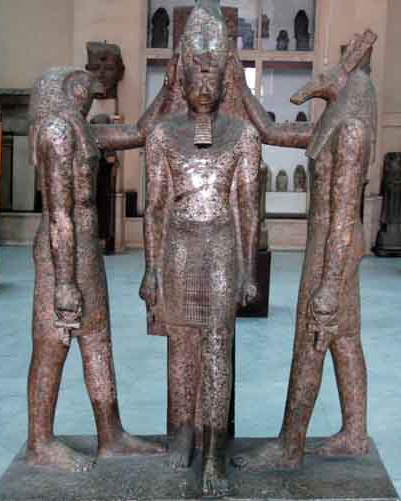
Seth e Horus nell'atto di incoronare il faraone Ramesse III (1186 a.C. - 1155 a.C.). Museo egizio del Cairo.

Il mito dello scontro fra Horus, Osiride e Iside e Seth appare in molte fonti egizie fra cui i Testi delle piramidi, i Testi dei sarcofagi e la Pietra di Shabaka, iscrizioni sulle pareti del tempio di Horus a Edfu e svariati papiri. Il papiro Chester Beatty I contiene la leggenda denominata Disputa tra Horus e Seth. Anche autori classici trattarono di questo importante mito: degno di nota è il Su Iside e Osiride di Plutarco.

### Mito
Il mito dipinge generalmente Osiride come un sovrano saggio, portatore di civiltà, felicemente sposato con sua sorella Iside. Seth, invidioso delle fortune del fratello, lo uccise e smembrò. Archetipo della mummia, Osiride cominciò a regnare nell'oltretomba sugli spiriti meritevoli. Iside si unì con la mummia del marito e concepì Horus. Naturalmente Horus crebbe come nemico giurato dello zio Seth, combattendo molte volte contro di lui per il trono d'Egitto. Durante queste battaglie, Seth era associato all'Alto Egitto, Horus al Basso Egitto.

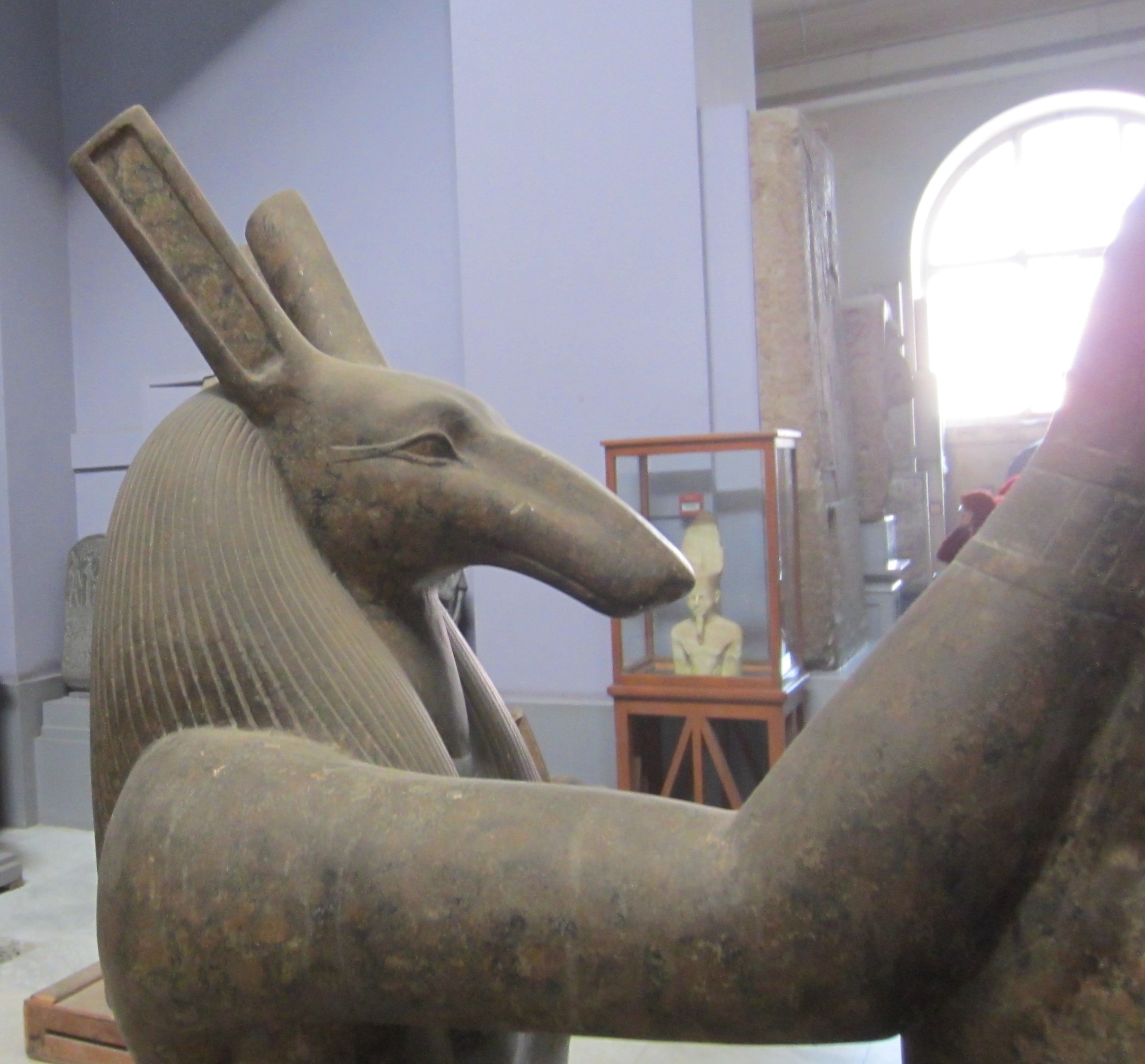
Dettaglio di Seth nell'atto di incoronare Ramesse III, da un gruppo statuario. Museo egizio del Cairo.

Nella Disputa tra Horus e Seth del papiro Chester Beatty I, Seth vuole evidenziare la propria predominanza (la sessualità indiscriminata era una sua caratteristica) seducendo Horus e avendo un rapporto sessuale con lui, cui il giovane dio acconsentì in cambio di un po' della forza di Seth. Horus però raccolse tra le proprie gambe lo sperma dello zio, per poi gettarlo nel Nilo, così da non poter dire di essere stato inseminato da Seth. In seguito, il giovane dio sparse il proprio sperma sulle lattughe che lo zio avrebbe mangiato (erano infatti, tradizionalmente, il suo cibo preferito). Una volta che Seth ebbe mangiato la lattuga, le divinità si riunirono per discutere sulla sovranità dell'Egitto.
Le divinità ascoltarono prima Seth, il quale reclamava il proprio dominio su Horus anche in virtù del rapporto consumato poco prima; ma quando ordinò al proprio seme di uscire da Horus, questo uscì dal Nilo, invalidando così la pretesa. Poi gli dei ascoltarono Horus che rivendicava di aver posseduto Seth: quando il giovane dio chiamò il proprio sperma fuori Seth, il seme effettivamente uscì dal corpo dello zio. Seth rifiutò di cedere, ma gli dei erano stanchi degli 80 anni di contesa fra Horus e Seth. I due contendenti si sfidarono allora in una regata; avrebbero gareggiato in navi di pietra. Horus però si servì di una nave di legno dipinto in modo da sembrare di pietra. Siccome la nave di Seth era, invece, di vera pietra, finì con l'affondare. Horus risultò vincitore e Seth rinunciò alle proprie pretese sul trono d'Egitto, che passò a Horus.

### Possibili interpretazioni

Serekht del faraone Peribsen (ca. 2740 a.C.), sormontato dall'animale di Seth anziché dall'usuale falco di Horus

Si è ipotizzato che il mito potrebbe riflettere eventi storici. Stando alla Pietra di Shabaka, Geb, dio che personificava la Terra e padre di Seth e dei suoi fratelli, avrebbe diviso l'Egitto in due parti distribuendo l'Alto Egitto, la zona desertica, a Seth e il Basso Egitto, con il delta del Nilo, a Horus - avrebbe fatto ciò per porre fine alla faida tra i due dei. D'altronde, prosegue la Pietra di Shabaka, in una ripartizione successiva Geb avrebbe assegnato l'intero Egitto a Horus. Una possibile interpretazione di questo passaggio potrebbe essere l'ipotesi secondo cui il Basso Egitto avrebbe conquistato l'Alto Egitto. Ma, nei fatti, avvenne il contrario. L'interpretazione fattuale di questo dettaglio del mito resta dibattuta. 

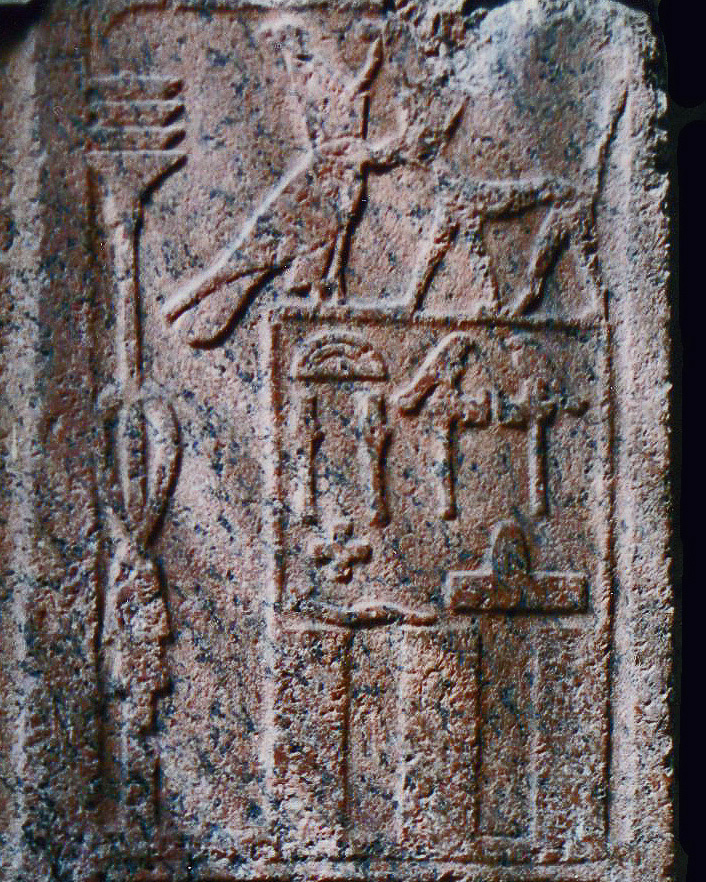
Il serekht del faraone Khasekhemui (ca. 2690 a.C.), sormontato sia dal falco di Horus sia dall'animale di Seth

Sono state formulate numerose teorie per spiegare tale discrepanza. Per esempio, siccome sia Horus che Seth erano venerati nell'Alto Egitto prima dell'unificazione dell'Egitto (ca. 3125 a.C.), il mito potrebbe riflettere uno scontro limitato all'Alto Egitto avvenuto prima dell'unificazione: un conflitto che avrebbe portato degli adoratori di Horus a soggiogare degli adoratori di Seth. Quel che è certo è che durante la II dinastia vi fu un periodo in cui il serekht (antenato del cartiglio) contenente nome del faraone Peribsen (ca. 2740 a.C.) - sormontato da un'immagine del falco di Horus fin dalla I dinastia - fu invece sormontato dall'animale di Seth. Ciò potrebbe suggerire un possibile scontro religioso, che avrebbe avuto comunque termine con il faraone Khasekhemui (ca. 2690 a.C.): infatti il serekht di questo sovrano è sormontato sia dal falco di Horus che dall'animale di Seth, indicando forse un compromesso. 
Una volta che le Due Terre furono unite, Horus e Seth furono spesso rappresentati insieme nell'atto di incoronare i nuovi faraoni, come simbolo del loro potere sia sul Basso che sull'Alto Egitto. Le regine della I dinastia recavano il titolo di Colei Che vede Horus e Seth. 
Gli Egizi di epoche più tarde videro il conflitto tra Seth e Osiride come allegoria dello scontro tra l'aridità del deserto e la fertile terra bagnata dal Nilo.

## Protettore di Ra

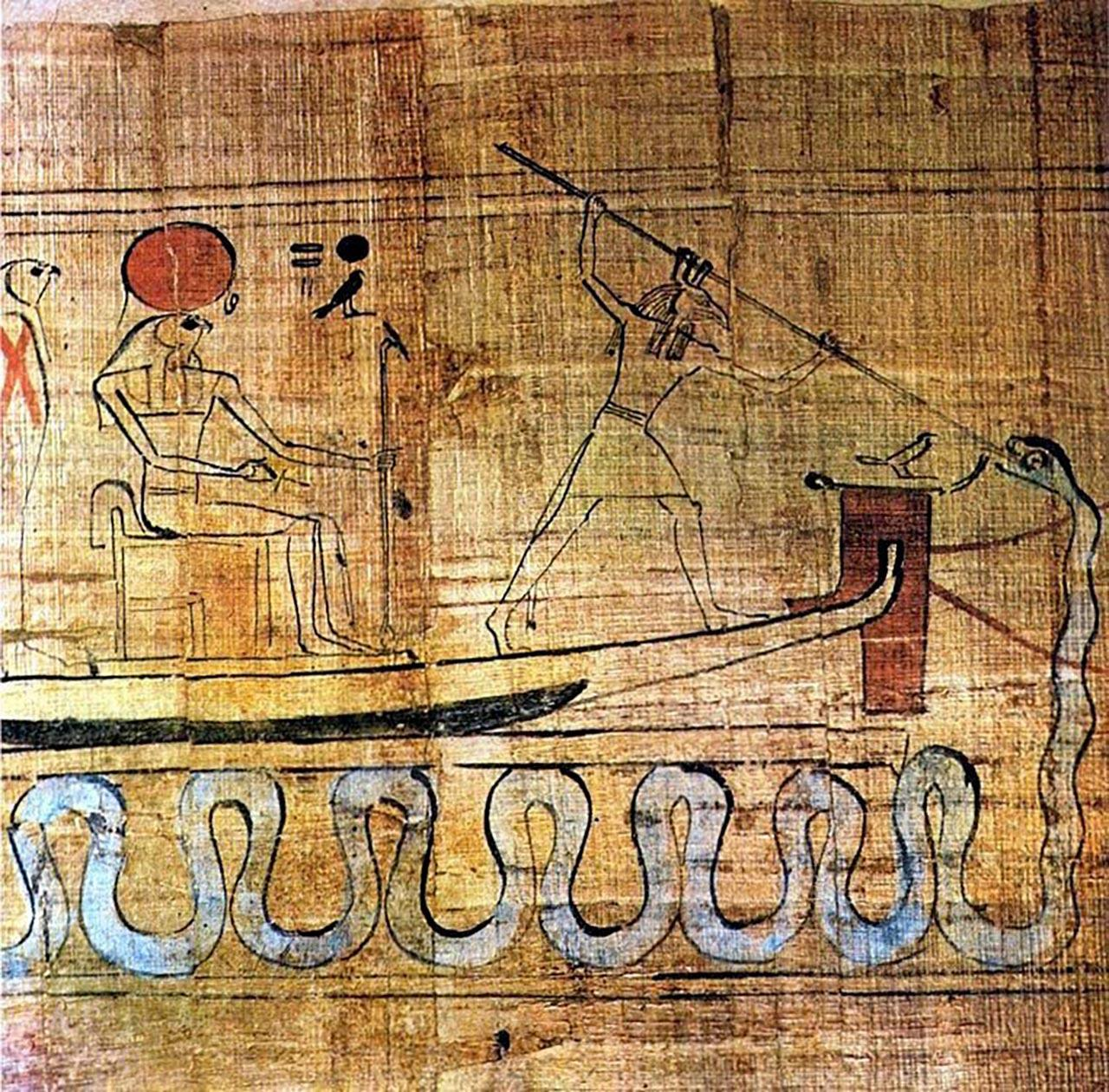
Illustrazione da un papiro raffigurante Seth che uccide Apopi trafiggendolo con una lancia. Il mostro è visto nell'atto di insidiare la barca solare su cui è assiso Ra. Museo egizio del Cairo.

Seth veniva raffigurato sulla prua della barca solare notturna (Mesektet) di Ra, intento a uccidere il mostro Apopi, immaginato sovente come un gigantesco serpente, ma, talvolta, anche come tartaruga o altro animale acquatico. Numerose divinità coadiuvavano Seth nell'abbattimento di Apopi: il benigno serpente Mehen e Bastet, Sekhmet, Sia, Hu e Heka. In alcune rappresentazioni del Periodo tardo, come nel tempio di Hibis nell'oasi di Kharga (risalente ai faraoni persiani), Seth fu rappresentato in tale ruolo con testa di falco, assumendo le sembianze di Horus. 
Nel libro dell'Amduat, riprodotto sulle pareti di numerose tombe, Seth ha un'importanza primaria nell'abbattimento di Apopi.

## Seth nel Secondo periodo intermedio e in epoca ramesside

### Secondo periodo intermedio
Durante il Secondo periodo intermedio dell'Egitto (1650 a.C. - 1550 a.C.) un gruppo di sovrani stranieri, provenienti dall'Asia, noti come hyksos, invasero l'Egitto e occuparono la regione del delta del Nilo, governando da Avaris. Come loro divinità dinastica scelsero Seth, originariamente patrono dell'Alto Egitto, dio degli stranieri e particolarmente simile al loro dio tradizionale. Così, Seth divenne ancora una volta una figura centrale del pantheon. Pare che il faraone hyksos Ipepi (o Apopi) venerasse esclusivamente Seth, come attesta il passaggio seguente del papiro Sallier I:
(Papiro Sallier)
Jan Assmann argomenta che, poiché gli Egizi non potevano concepire un dio venerato in via esclusiva e un intero pantheon incentrato su un unico dio, così dovettero interpretare il dio Seth, venerato per conto suo, come una manifestazione del male. Quando, intorno al 1522 a.C., il faraone egizio Ahmose sconfisse gli hyksos e li espulse dal Paese, l'atteggiamento dei nativi Egizi nei confronti degli stranieri asiatici si fece xenofobo e la propaganda reale cominciò a denigrare il periodo della dominazione hyksos. Nonostante ciò, il culto di Seth continuò a fiorire ad Avaris e il presidio militare di Ahmose di stanza ad Avaris entrò a far parte del clero di Seth. 

### Epoca ramesside
Il fondatore della XIX dinastia, Ramesse I, proveniva da una famiglia militare di Avaris con stretti legami con il sacerdozio di Seth. Vari faraoni di questa stirpe ebbero nomi evocanti il dio, per esempio Seti I (1290 a.C. - 1279 a.C.) e Sethnakht (1189 a.C. - 1186 a.C.); il primo significa Uomo di Seth, il secondo Forte è Seth. Inoltre, una delle guarnigioni di Ramesse II invocava Seth come proprio patrono, e Ramesse II fece erigere il tempio detto dei Quattrocento Anni a Pi-Ramesse per commemorare i 400 anni del culto di Seth nella regione del delta. Durante il Nuovo Regno Seth fu spesso associato a divinità straniere, in particolare al dio ittita della tempesta, Teshub. 

## Culto

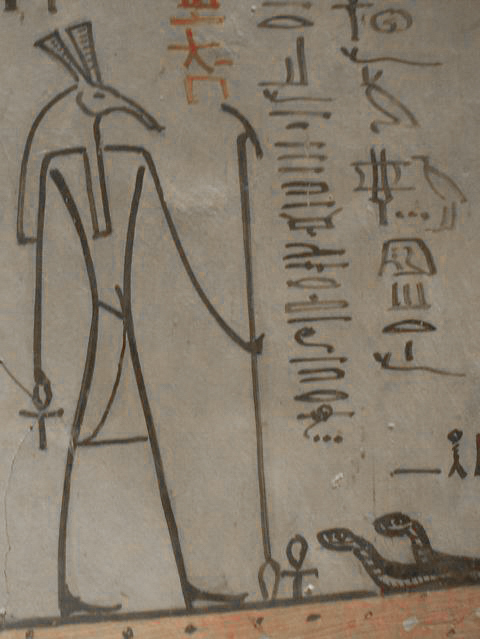
Seth dipinto sulle pareti della tomba di Thutmose III (KV14) nella Valle dei Re

Durante la XIX dinastia il nome di Seth torna a comparire nelle titolature reali come nomen (Seti I e Seti II). In questo periodo veniva raffigurato a prua dell'imbarcazione notturna di Ra, impegnato nel conflitto con il dio del caos Apopi (rappresentato come un grosso serpente). È stato la maggiore divinità degli Hyksos, come pure il protettore dei sovrani condottieri Ramessidi, divenendo infine la divinità dei paesi stranieri e quindi un dio ostile. Seth è il Signore del deserto, adorato dai carovanieri che si spostavano tra un'oasi e l'altra. Seth è una divinità a tutti gli effetti, di pari potere agli altri e che merita adorazione per la sua possanza. Assolve, inoltre, anche compiti fondamentali: è il dio della guerra e della forza bruta, che insegna ad asservire nella lotta violenta per vincere in battaglia e trovare l'onore.
Seth è anche detto l'Ombita dalla città di Ombos sede originaria del suo culto.

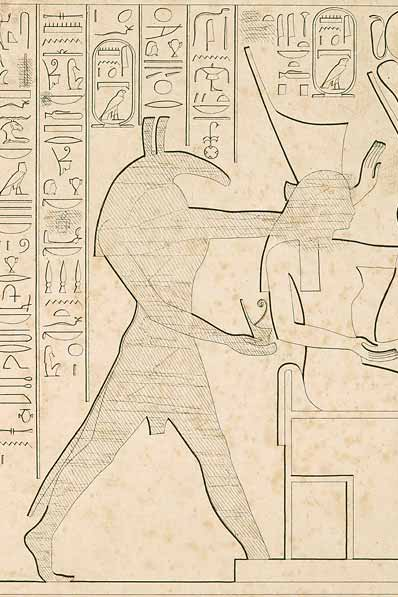
La figura di Seth cancellata ai tempi della sua demonizzazione. Disegno di Karl Richard Lepsius di una parete del tempio di Khonsu a Karnak.

## Demonizzazione di Seth
Secondo gli studi dell'egittologo Herman te Welde, la demonizzazione di Seth cominciò ad affermarsi dopo la conquista dell'Egitto da parte di varie nazioni straniere, nel Terzo periodo intermedio (1069 a.C. - 664 a.C.) e nel Periodo tardo dell'Egitto (664 a.C. - 332 a.C.). Seth, tradizionalmente dio degli stranieri, venne associato agli oppressori, fra cui gli imperi assiro e persiano. È questa l'epoca della demonizzazione di Seth e della grande enfasi data alla vittoria di Horus su di lui. Gli aspetti negativi di Seth vennero tendenzialmente evidenziati in questo periodo: Seth era l'assassino di suo fratello Osiride, colui che lo fece a pezzi e ne sparse le membra nel mondo per impedirne la resurrezione. I greci la associarono a Tifone, una malvagia e mostruosa manifestazione della natura adirata. Entrambi erano figli della Terra e antagonisti delle divinità principali. A dispetto di ciò, Seth continuò a essere venerato in alcune regioni periferiche dell'Egitto come un dio grande ed eroico.
Seth è anche stato classificato come un dio trickster, truffatore,  abile nell'imbroglio e dio del disordine e del caos abile nel conseguire fini cattivi.